# 格勒诺布尔区
格勒诺布尔区（法語：arrondissement de Grenoble）是法国伊泽尔省所辖的一个区。总面积4398.7平方公里，总人口741146，人口密度168人/平方公里（2018年）。主要城镇为格勒诺布尔。

## 辖区
格勒诺布尔区辖有263个市镇。